# 香港資訊科技學院
香港資訊科技學院（英語：Hong Kong Institute of Information Technology，簡稱HKIIT）為職業訓練局轄下第14間機構成員，於2023年11月1日成立。

## 歷史
隨著科技發展加速各行各業數碼轉型，企業對技術人才的需求持續增加。為應對行業對資訊科技人才的急切需求，為支持政府的創新科技政策，學院由《2023年度香港行政長官施政報告》倡導創立，於2023年11月1日，職業訓練局宣佈分拆香港專業教育學院的資訊科技學科，成立全新專為資訊科技而設的學院。經香港學術及職業資歷評審局批准後，將於2024年9月起接辦香港專業教育學院的所有資訊科技高級文憑及基礎課程文憑。
職業訓練局主席戴澤棠指，目標將香港資訊科技學院發展為香港，以至粵港澳大灣區的資訊科技培訓及考試中心。
首屆全日制學生將於2024/25學年入學。原香港專業教育學院資訊科技學科學術總監許仁強擔任首任院長。

## 歷史活動
於2024年6月18日於青衣舉行香港資訊科技學院之開幕典禮。

## 校舍
學院的總校舍位於香港專業教育學院（青衣）旁的香港高等教育科技學院青衣校園，亦將在香港專業教育學院的柴灣、觀塘、李惠利、沙田及屯門分校開設課程，學院提供原香港專業教育學院資訊科技學科開辦的課程及名為「SkillsUP」的在職培訓服務。

## 合作夥伴
- 聯想[6]
- 阿里雲[7]
- Check Point[8]
- 自動系統集團有限公司[9]
- 中國工商銀行（亞洲）[10]
- IBM[11]
- 亚马逊云计算服务[12]
- 香港電腦教育學會[13]
- 粵港澳大灣區青年協會[14]
- 微軟[15]
- Google Cloud[16]
- 數字政策辦公室[17]
- 四川長江職業學院[18]

## 外部連結
- 香港專業教育學院資訊科技學科 （页面存档备份，存于）
- 官方网站